# تي جاي كلوتير
تي جاي كلوتير (بالإنجليزية: T. J. Cloutier)‏ هو لاعب بوكر أمريكي، ولد في 13 أكتوبر 1939 في ألباني في الولايات المتحدة.